# Bosco Adventure
Bosco Adventure (ボスコアドベンチャー Bosuko Adobenchā) (Las Aventuras de la Nave Bosco en Hispanoamérica) es una serie de anime producida por Nippon Animation e inspirada en la serie de libros de cuentos infantiles "The Woodland Folk (Storie del Bosco)" de Antonio Lupatelli (Tony Wolf) y lanzada en Japón en 1986.

## Argumento
La historia es acerca de la Princesa Apricot, una joven elfina que tiene la misión de regresar a casa en Fountain Land la cual está bajo el dominio de Scorpion y sus fuerzas del mal. Además de tener que lidiar con otros perseguidores que buscan impedir que ella vuelva a su hogar antes del eclipse. Apricot, al ser capturada por Hoodman y sus secuaces Jack y Franz, ella manda un mensaje de auxilio mediante una pequeña ave robot llamada Speak. El mensaje llega al bosque el cual es recibido por Frog un joven rana valiente y en busca de aventuras, Tutty, un joven tortuga inventor e inteligente y Otter, joven nutria miedoso pero de corazón noble. Ahora los tres saldrán en búsqueda de la joven princesa para ayudarla a volver a casa mediante la nave Bosco.

## Personajes

### Protagonistas

#### Princesa Apricot
Apricot es la joven princesa de los elfos originaria de Fountain Land, la cual está ocupada por Scorpion y ahora ella tiene la misión de regresar a casa y reclamar su lugar en el trono para eliminar a las fuerzas del mal antes del eclipse de Sol. Ella es de carácter dulce y noble aunque también puede ser muy fuerte y valiente en las situaciones más peligrosas. Tras haber recibido la ayuda de Frog y sus amigos de liberarse de las garras de Hoodman, se hacen buenos amigos y forma parte importante del Equipo Bosco. A ella no le gusta que se le dirijan como "Princesa Apricot" por lo que sus amigos la llaman solamente "Apri".

#### Frog
Un joven rana, habitante del bosque. Tras recibir el mensaje de auxilio de Apricot, él y sus amigos Tutty y Otter salen para ayudar a la princesa y liberarla de sus captores. Frog es el líder del Equipo Bosco, además de ser valiente, fuerte y bondadoso. Tras conocer a Apricot, Frog comenzó a sentir un gran afecto hacia ella, por lo que está dispuesto a hacer hasta lo imposible por ayudarla.

#### Tutty
Un joven tortuga, al ser un personaje muy inteligente fue quien construyó la Nave Bosco utilizando su casa como base añadiendo un enorme globo en forma de tortuga así como diferentes piezas y mecanismos que funcionan a base de leña. También ha construido otros medios de transporte como apoyo en sus aventuras como Jetpacks, hoverboard, ala delta, carro, etcétera. Tutty ofrece asistencia técnica a sus amigos así como reparar todo tipo de cosas. Es de carácter noble aunque en algunas ocasiones él y Frog llegan estar en desacuerdo.

#### Otter
Un joven nutria, él está a cargo del funcionamiento de la Nave Bosco así como de preparar la comida. A diferencia de sus amigos él es tímido y miedoso, aunque también en las situaciones de peligro puede armarse de valor con tal de ayudar a sus amigos cuando están en dificultades.

#### Speak
Una pequeña ave mecánica con aspecto de tucán, acompañante de la Princesa Apricot es quien envía el mensaje de auxilio para que sea liberada de sus captores. Al llegar al bosque queda dañada, pero es reparada por Tutty y posteriormente es modificado para que pueda hablar por sí mismo en lugar de repetir frases.

#### Ender
Noble anciano de Fountain Land. Alguien que siempre le recuerda a Apricot que su misión de llegar a casa es más importante que cualquier otra cosa. Al ser de un carácter gruñón, no llega a encajar muy bien con el equipo Bosco de modo que ha tenido confrontaciones con Frog, Tutty, Otter e incluso con Apricot.

### Villanos

#### Hoodman
Un hombre encapotado de negro. Es el mercenario del malévolo Scorpion además de ser el líder de la nave con el mismo nombre que su amo. Siempre va acompañado de sus secuaces Jack y Franz quienes en la mayoría de las veces arruinan todo. Hoodman es de mal carácter y su objetivo además de capturar a la Princesa Apricot es la de imponerse sobre los demás.

#### Jack
Un gato quien siempre hace equipo con Franz para hacer cumplir las órdenes de Hoodman. El principalmente maneja los armamentos de la Nave Scorpion, tales como bombas, catapultas y más.

#### Franz
Es un anciano enano, compañero de Jack. Encargado de pilotar la Nave Scorpion. Suele ser el más torpe de los secuaces de Hoodman, además de que le encanta comer mucho.

#### Damia
Damia es la principal secuaz de Scorpion y segunda al mando. Al ver la ineficacia de Hoodman y sus secuaces, ella es enviada con la misión de capturar a Apricot. Damia es una joven atractiva aunque también es malvada, peligrosa y una maestra del disfraz, haciendo las cosas más difíciles para el Equipo Bosco e incluso para Hoodman. Cuenta con decenas de soldados a sus órdenes y una imponente nave.

#### Koumori (Mensajero)
Koumori es un murciélago al servicio de Scorpion. Suele enviar mensajes a Hoodman y a Damia, además de brindar estrategias para capturar a Apricot.

#### Scorpion
Scorpion es un misterioso monstruo que tiene el poder sobre Fountain Land además de ser el responsable de la muerte de los padres de Apricot, maneja un ejército de temibles criaturas que devoran todo. Hará lo que sea para que la princesa no llegue al trono y pueda apoderarse del mundo.

### Otros personajes
La serie cuenta con diversos personajes, principalmente los habitantes del bosque, mismos que aparecen en los libros de Tony Wolf, tales como el búho que funge como sabio del bosque, conejos, el erizo, el cuervo, el mapache, los ratones, entre otros.
Además en la serie aparecen personajes clave de los libros, tales como el gigante y la madre dragón.

## Lista de episodios
La serie contó con un total de 26 episodios, transmitidos en Japón desde el 6 de octubre de 1986 hasta el 30 de marzo de 1987.
| #  | Nombre del episodio | Fecha de estreno (Japón) |
| -- | --- | ------------------------ |
| 1  | "Sarawareta yousei no hime - Bosuko gou hasshin!" (大剣 さらわれた妖精の姫·ボスコ号発進!) Español: "La princesa que se encuentra lejos - Bosco despega"           | 6 de octubre de 1986     |
| 2  | "Nemureru kyojin wo okosuna!" (眠れる巨人を起こすな!) Español: "No despiertes al gigante dormido"                                                                 | 13 de octubre de 1986    |
| 3  | "Doragon-dani ha kiken ga ippai" (ドラゴン谷は危険がいっぱい) Español: "El Valle del dragón está en peligro"                                                      | 20 de octubre de 1986    |
| 4  | "Ganbare! Kodomo Doragon" (がんばれ!子供ドラゴン) Español: ¡Resiste, bebé dragón!                                                                                 | 27 de octubre de 1986    |
| 5  | "Hikaru kinoko wo te ni irero!" (光るキノコを手に入れろ!) Español: "En busca de los hongos luminosos"                                                             | 3 de noviembre de 1986   |
| 6  | "Dai ma kyuu no deddohi-to" (代魔宮のデッドヒート) Español: "En el calor del corazón de la deidad"                                                                | 10 de noviembre de 1986  |
| 7  | "Apurikotto hime kikiippatsu" (アプリコット姫 危機一髪) Español: "La Princesa Apricot en crisis"                                                                  | 17 de noviembre de 1986  |
| 8  | "Fu-doman no okashi na majikku" (フードマンのおかしなマジック) Español: La magia de Hoodman                                                                       | 24 de noviembre de 1986  |
| 9  | "Oashisu no bukimi na chikarou" (オアシスの不気味な地下牢) Español: El tenebroso calabozo del Oasis.                                                              | 1 de diciembre de 1986   |
| 10 | "Bosuko gou kaijou hyouryuu" (ボスコ号海上漂流) Español: "Bosco a la deriva"                                                                                      | 8 de diciembre de 1986   |
| 11 | "Zuuzuushii Yuniko-n" (ずうずうしいユニコーン) Español: Un unicornio malo                                                                                         | 15 de diciembre de 1986  |
| 12 | "Kootta mura wo sukue! Setsugen no daitsuiseki" (凍った村を救え!·雪原の大追跡) Español: ¡Salven la villa congelada! - La búsqueda en el campo nevado              | 22 de diciembre de 1986  |
| 13 | "Yousei Apurikotto hime no sadame" (ようせいアプリコットひめのさだめ) Español: "El destino de la Princesa Apricot"                                                | 29 de diciembre de 1986  |
| 14 | "Tokage-jiro - Apuri kyuushutsu sakusen" (トカゲ城アプリ救出作戦) Español: Operación de rescate en el castillo del lagarto                                        | 5 de enero de 1987       |
| 15 | "Utsushiki wan satsu ha Damia toujiau" (うつしきわんさつしゃダミアとうじょう) Español: Damia entra en acción                                                      | 12 de enero de 1987      |
| 16 | "Nemuri no mori no daikonsen" (ねむりのもりのだいこんせん) Español: Espíritu durmiente                                                                            | 19 de enero de 1987      |
| 17 | "Nise mono ha dare da?" (ニセはダレダ?) Español: ¿Quién es el farsante?                                                                                           | 26 de enero de 1987      |
| 18 | "Kotei no sensui kan dai sensou" (こていのせんすいかんだいせんそう) Español: La idea de un maestro                                                                | 2 de febrero de 1987     |
| 19 | "Nazo no mizu nashi oukoku" (なぞのみずなしおうこく) Español: Un reino misterioso                                                                                 | 9 de febrero de 1987     |
| 20 | "Mizu mizu daisensou" (みず·ミズ·大戦争) Español: Una gran guerra                                                                                                 | 16 de febrero de 1987    |
| 21 | "Apurikotto no ketsui" (アプリコットの決意) Español: La determinación de Apricot                                                                                  | 23 de febrero de 1987    |
| 22 | "Koreyuku oukyuu - Bosuko gou daiha!" (枯れゆく王宮 ボスコ号大破!) Español: El palacio en ruinas - Bosco naufraga                                                 | 2 de marzo de 1987       |
| 23 | "Kuroi suto-mu no kyoufu" (黒いストームの恐怖) Español: La temible tormenta negra                                                                                 | 9 de marzo de 1987       |
| 24 | "Ummei no nichi akuma suko-pion to no tsuiketsu" (運命の日 悪魔スコーピオンとの対決) Español: El día del destino, enfrentando al demonio Scorpion                 | 16 de marzo de 1987      |
| 25 | "Hashire, Furoku - Taiyou no yubiwa no hi wa kita!" (走れフローク 太陽の指環の日は来た!) Español: ¡Corre, Frog! El día del eclipse ha llegado                     | 23 de marzo de 1987      |
| 26 | "Apuri henshin - Yomigaeru ka inochi no izumi" (アプリへんしん·よみがえるかいのちのいずみ) Español: La respuesta de Apri - La resurección de la fuente de la vida | 30 de marzo de 1987      |

## Banda sonora
La música de la serie quedó a cargo del músic y compositor japonés Toshiyuki Watanabe quien también compuso música para otros títulos así como para los juegos de Shenmue para SEGA.
La serie tuvo una canción de entrada (opening) y una de salida (ending) así como un par de temas interpretados por el elenco original de la serie.

### Tema de entrada
- "Tokimeki wa Forever (Fall in love is Forever)" - Interpretado por Noriko Hidaka

### Tema de salida
- "Hareta hi nimo ai wo kudasai (Please give me a doorbell)" - Interpretado por Noriko Hidaka

### Otros temas
- "Kara Kara Makkura (Slightly Smooth)" - Interpretado por los actores que dan voz a Hoodman, Jack y Franz
- "Bosco Adventure" - Interpretado por los actores que dan voz a Frog, Tutty, Otter y Apricot

## A nivel mundial
En Japón la serie tuvo un éxito considerable. Tras su completa emisión la serie comenzó a llegar a varios países del mundo entre finales de los 80 y principios de los 90 con su respectivo doblaje de cada región.
Asia: Corea del Sur, Tailandia. Israel y algunos países árabes.
Europa: Bulgaria, Francia, Estonia, Hungría, Italia, Polonia, Rusia, Letonia, España, Alemania, Grecia y Serbia (Yugoslavia).
África: Egipto, Camerún y Yibuti.
América: Canadá, México y Chile.
La serie nunca fue transmitida en Estados Unidos ni en el Reino Unido, por lo cual no existe una versión en inglés de la misma.